# I. Stockdum
I. Stockdum ist eine Hofschaft in der bergischen Großstadt Solingen.

## Lage und Beschreibung
I. Stockdum befindet sich im Süden des Solinger Stadtteils Gräfrath unmittelbar an der Grenze zu Solingen-Mitte. Die zum I. Stockdum gehörenden Häuser liegen etwas unterhalb des Straßenniveaus der westlich verlaufenden Bundesstraße 224, da diese auf einem kleinen Damm unmittelbar an der Hofschaft vorbei geführt wurde. Zu den erhaltenen Bauwerken im Ort zählen mehrere historische Fachwerk- und Schieferhäuser am Christinaweg sowie an der Schlagbaumer Straße, so dass der Ort in Teilen bis heute seinen einstigen Hofschaftscharakter beibehalten hat. An den Rändern des Ortes befinden sich Fabrikationsgebäude verschiedener Stahlwarenfirmen. Östlich befindet sich die Freizeitanlage Bärenloch.
Benachbarte Orte sind bzw. waren (von Nord nach Süd): Scheiderirlen, III. und II. Stockdum, Neuenkulle, Kullen, Potshaus, Schlagbaum, Untenscheidt, Hecken, Herberg und Obenscheidt.

## Etymologie
Der Ortsname weist etymologische Parallelen zu der Ortsbezeichnung Stockden auf, die zum Beispiel auch in Remscheid vorkommt. Auch in Solingen gibt es Abwandlungen des Ortsnamens, wie zum Beispiel mit dem Dorper Ort Stöcken. 
Da das Bergische Land bis in das Spätmittelalter dicht bewaldet war, mussten viele Gebiete zunächst durch Rodung oder Abholzung urbar gemacht werden. Alle oben genannten Ortsnamen bezeichnen die nach Abholzung oder Rodung zurückbleibenden Wurzelstöcke, bei denen der spätere Ort angelegt wurde.

## Geschichte

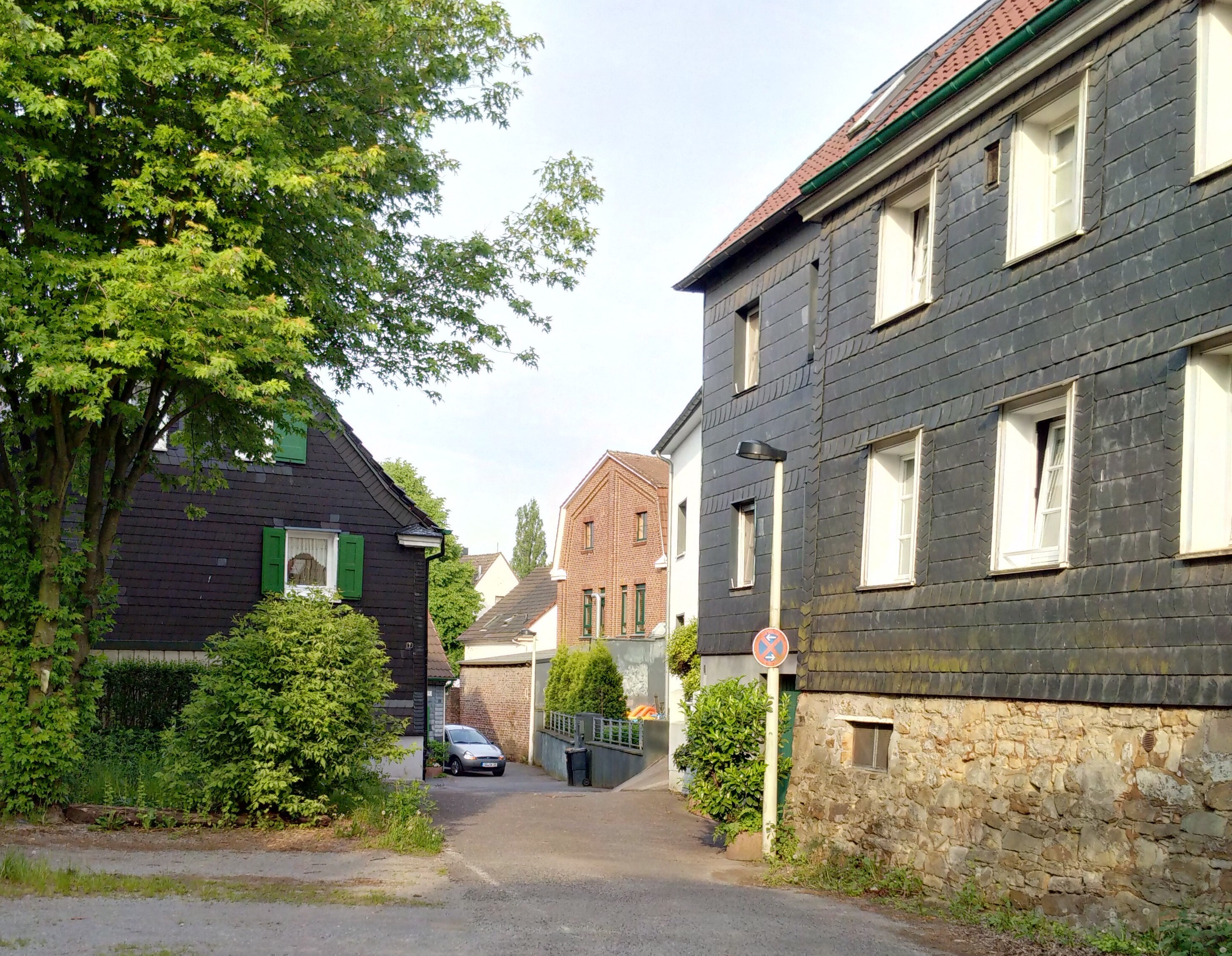
Hofschaft I. Stockdum

Die Wurzeln eines der drei Höfe Stockdum liegen mindestens am Anfang des 14. Jahrhunderts. Im Jahre 1303 wird ein Hof Stockede als dem Hof Lüntenbeck bei Elberfeld zugehörig erwähnt. Stockdum war bevorzugter Wohnort einer bestimmten Gruppe von Klingenhandwerkern, nämlich der Schlacht- und Brotmesserreider.
In dem Kartenwerk Topographia Ducatus Montani, Blatt Amt Solingen, von Erich Philipp Ploennies aus dem Jahr 1715 ist der Ort direkt an der Verbindungsstraße Gräfrath–Solingen als Stocktum verzeichnet. Nordöstlich befindet sich ein zweiter, gleich bezeichneter Hof. Die Topographische Aufnahme der Rheinlande von 1824 verzeichnet den Ort mitsamt dem II. Stockdum zusammengefasst als Stockdums, in der Preußischen Uraufnahme von 1844 wird bereits die Zählung I. Stockdum angewandt. In der Topographischen Karte des Regierungsbezirks Düsseldorf von 1871 ist der Ort ebenfalls zusammen mit dem II. Stockdum als Stockdum verzeichnet.
Nach Gründung der Mairien und späteren Bürgermeistereien Anfang des 19. Jahrhunderts gehörte I. Stockdum zur Bürgermeisterei Gräfrath. Um 1815 wurde am Ort vorbei die Altstraße von Vohwinkel über Gräfrath nach Solingen zur Provinzialstraße Essen–Solingen ausgebaut, die heutige Bundesstraße 224, die bei I. Stockdum über einen kleinen Damm geführt wurde.
1815/16 lebten 171 Einwohner in allen Stockdumer Wohnplätzen, für 1830 werden im als Weiler bezeichneten Ort 201 Einwohner angegeben. 1832 waren die drei Stockdumer Wohnplätze weiterhin Teil der Honschaft (Ketz-)Berg innerhalb der Bürgermeisterei Gräfrath.  Die drei nach der Statistik und Topographie des Regierungsbezirks Düsseldorf als Hofstadt kategorisierten Wohnplätze besaßen 1832 zusammen 29 Wohnhäuser, elf Fabriken bzw. Mühlen und 25 landwirtschaftliche Gebäude. Zu dieser Zeit lebten 255 Einwohner im Ort, davon 34 katholischen und 221 evangelischen Bekenntnisses. Die Gemeinde- und Gutbezirksstatistik der Rheinprovinz führt die drei Wohnplätze 1871 zusammen mit 56 Wohnhäusern und 431 Einwohnern auf. Im Gemeindelexikon für die Provinz Rheinland werden 1885 für Erstes Stockdum alleine 20 Wohnhäuser mit 168 Einwohnern angegeben. 1895 besitzt der Ort 25 Wohnhäuser mit 183 Einwohnern, 1905 werden 23 Wohnhäuser und 133 Einwohner angegeben.
Mit der Städtevereinigung zu Groß-Solingen im Jahre 1929 wurde I. Stockdum ein Ortsteil Solingens. Im Zuge einer Restrukturierung der Hofschaftsnamen als Straßennamen im Solinger Stadtgebiet im Jahre 1976 wurde die Bezeichnung I. Stockdum als Straßenname teilweise gelöscht und durch Christinaweg ersetzt. Von den erhaltenen historischen Bauwerken im Ort sind seit Mitte der 1980er Jahre die Gebäude Christinaweg 3, 3a, 5, 7, 14, Tannenstraße 6a sowie Schlagbaumer Straße 26, 26a, 26b, 28, 28b, 28c in die Solinger Denkmalliste eingetragen.